# Самушонок, Игорь
Игорь Самушонок (латыш. Igors Samušonoks; 6 ноября 1972, Рига, Латвийская ССР, СССР) — советский и латвийский борец вольного стиля, призёр чемпионата Европы, 10-кратный чемпион Латвии, участник Олимпийских игр 2000 года в Сиднее.

## Спортивная карьера
Борьбой начал заниматься с 1982 года. В 1990 году в составе сборной СССР стал чемпионом мира среди юниоров. В июле 1992 года в венгерском Секешфехерваре уже в составе латвийской сборной стал чемпионом Европы среди молодёжи. Выступал за рижский спортивный клуб «Фрейденфелдс», под руководством тренера Висвалдиса Фрейденфелдса. Является 10-кратным чемпионом Латвии, один раз завоевывал бронзу и один раз серебро. В апреле 1999 года в Минске в финале чемпионата Европы уступил Магомеду Ибрагимову из Македонии и стал серебряным призёром. В сентябре 2000 года на Олимпийских играх в Сиднее на групповой стадии провёл три схватки, сначала уступил канадца Джастину Абду, затем уступил кубинцу Йоэлю Ромеро и одолел Магомеда Куруглиева из Казахстана, в итоге занял 12 место.

## Спортивные результаты
- Чемпионат мира среди юниоров 1990 — ;
- Чемпионат мира по борьбе 1991 — 10;
- Чемпионат Европы по борьбе 1992 — 12;
- Чемпионат Европы среди молодёжи 1992 — ;
- Чемпионат Европы по борьбе 1994 — 11;
- Чемпионат мира по борьбе 1994 — 11;
- Чемпионат Европы по борьбе 1995 — 7;
- Чемпионат мира по борьбе 1995 — 15;
- Чемпионат Европы по борьбе 1997 — 10;
- Чемпионат мира по борьбе 1997 — 16;
- Чемпионат Европы по борьбе 1998 — 12;
- Чемпионат Европы по борьбе 1999 — ;
- Чемпионат мира по борьбе 1999 — 17;
- Чемпионат Европы по борьбе 2000 — 19;
- Олимпийские игры 2000 — 12;
- Чемпионат мира по борьбе 2001 — 11;
- Чемпионат Европы по борьбе 2002 — 7;
- Чемпионат мира по борьбе 2003 — 17;

## Личная жизнь
В 1994 году окончил Латвийскую спортивно-педагогическую академию.